# Sexo pré-marital
O sexo pré-marital é a prática do sexo antes do casamento. Historicamente, o sexo antes do casamento era considerado uma questão moral que era tabu em muitas culturas e considerado um pecado pelo Judaísmo, Cristianismo e Islão; mas  desde os anos 1960, tornou-se mais amplamente aceito, especialmente em países ocidentais. Um estudo de 2014 da Pew sobre moralidade global descobriu que o sexo antes do casamento era considerado particularmente inaceitável em "nações predominantemente muçulmanas", como a Malásia, Jordânia, Paquistão e  Egito, cada um com mais de 90% de desaprovação, enquanto as pessoas dos países da Europa Ocidental eram as mais aceitas, com Espanha, Alemanha e França expressando menos de 10% de desaprovação.